# バルバレスコ
バルバレスコ（イタリア語: Barbaresco）は、イタリア共和国ピエモンテ州クーネオ県にある、人口約600人の基礎自治体（コムーネ）。
ワインの産地として知られ、この地域の特産品である「バルバレスコ」は、バローロと並ぶ最高級のイタリアワインの一つである。

## 地理

### 位置・広がり

#### 隣接コムーネ
隣接するコムーネは以下の通り。
- アルバ
- カスタニート
- グアレーネ
- ネイヴェ
- トレイゾ

## 経済・産業

### ワイン
「バルバレスコ」を名乗るワインは、イタリアのワイン法で品質保証付きの高級ワインを示す Denominazione di Origine Controllata e Garantita (デノミナツィオーネ・ディ・オリジネ・コントロッラータ・エ・ガランティータ/DOCG) として、生産地、葡萄品種から製造法に至るまで厳格に規定されている。

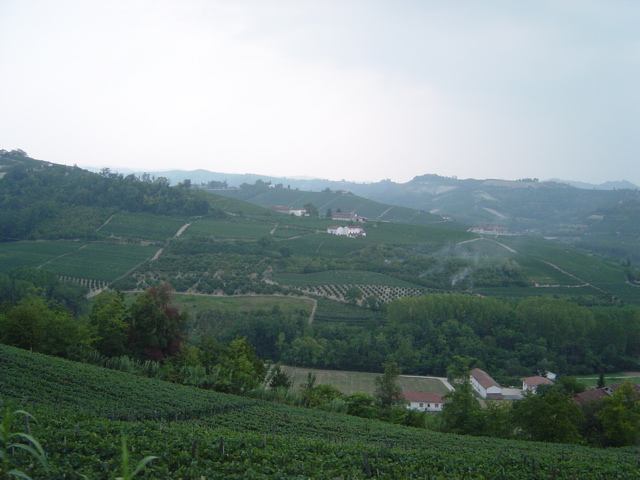
ブドウ畑